# Tando Velaphi
Tando Velaphi (17 de abril de 1987 en Perth) es un futbolista australiano que juega como portero en el Wellington Phoenix de la A-League.

## Carrera
Hizo su debut en 2006 jugando para el Perth SC. Luego de estar a préstamo en el Queensland Roar, en 2007 fue contratado por el Perth Glory de la A-League, dando así el salto definitivo al fútbol profesional. Tras permanecer cuatro años en el club, pasó al Melbourne Victory en 2011, aunque el poco de tiempo de juego que encontró allí lo llevó a fichar con el Melbourne Heart, luego renombrado Melbourne City, en 2013. En 2016 dejó Australia para firmar con el Shonan Bellmare japonés, con el que conseguiría el título en la J2 League 2017 y el ascenso a la primera división. En 2018 regresó a la A-League para integrarse al Wellington Phoenix.

### Clubes
| Club                     | País          | Año           |
| ------------------------ | ------------- | ------------- |
| Perth                    | Australia     | 2006 - 2007   |
| Queensland Roar (cedido) | Australia     | 2007          |
| Perth Glory              | Australia     | 2007 - 2011   |
| Melbourne Victory        | Australia     | 2011 - 2013   |
| Melbourne City           | Australia     | 2013 - 2016   |
| Shonan Bellmare          | Japón         | 2016-2018     |
| Wellington Phoenix       | Nueva Zelanda | 2018-presente |

### Selección nacional
Con la selección australiana sub-20 disputó en total seis encuentros, incluyendo la participación en el Campeonato Juvenil de la AFC 2006, donde los Young Socceroos quedaron eliminados en cuartos de final. Con el combinado sub-23 fue convocado para los Juegos Olímpicos de Pekín 2008, aunque no llegó a disputar ningún partido.